# Olga Atanacković
Olga Atanacković (Beograd, 13. februar 1959) srpski je astrofizičar i astronom. Trenutno radi kao redovni profesor na Katedri za astronomiju Matematičkom fakultetu Univerziteta u Beogradu. Jedan je od autora univerzitetskog udžbenika Opšta astrofizika.

## Biografija
Olga je upisala osnovne studije astrofizike na grupi za astronomiju Prirodno-matematičkog fakulteta u Beogradu i diplomirala kao najbolji student u 1981/1982. godini na Katedri za astronomiju, dobivši nagradu „Prof. Zaharije Brkić”. Na istoj katedri i istom smeru završila je i poslediplomske studije, odbranivši magistarsku tezu pod naslovom Analiza nelokalnih efekata u ne-LTR prenosu zračenja u zvezdanim atmosferama 1986. godine pod mentorstvom dr Edvarda Simona iz Naučnog centra za nacionalna istraživanja (CNRS) u Francuskoj. Doktorirala je u 1991. godine sa disertacijom pod naslovom Prilog rešavanju problema prenosa zračenja u zvezdanim atmosferama, takođe kod dr Simona.

### Naučni rad
Atanacković je radila kao zaposlena na Astronomskoj opservatoriji u Beogradu od 1982. do 1996. U zvanje naučnog saradnika izabrana je 1992. godine.
Od 1996. godine je zaposlena na Matematičkom fakultetu u Beogradu, gde je držala vežbi od 1993, a kasnije i predavanja od 1995. godine na predmetu Teorijska fizika. Godine 2002. izabrana je u zvanje vanrednog, a 2013. u zvanje redovnog profesora. Danas radi kao redovni profesor na univerzitetu i kao istraživač na projektima Ministarstva za nauku i u okviru Programa bilateralne saradnje između Srbije i Francuske „Pavle Savić”.

### Specializacija
Kao stipendista francuske vlade bila je šest meseci (decembar 1984 – jun 1985) na naučnoj specijalizaciji na Institutu za astrofiziku u Parizu, radeći sa dr Edvardom Simonom. Rad sa njim je nastavila i u narednih pet godina u okviru Programa naučne saradnje između Jugoslavije i Francuske.
Godine 1996. dobila je dvomesečnu stipendiju Francuskog Društva prijatelja nauke za rad na Institutu za astrofiziku u Parizu. Krajem 2011. godine započela je saradnju sa prof. Marianne Faurobert (Université de Nice - Sophia Antipolis). U junu 2013. godine je u svojstvu pozvanog profesora održala seminar na Univerzitetu u Nici.

## Aktivnosti
- Član je Astronomskog društva "Ruđer Bošković", Društva astronoma Srbije, Evropskog astronomskog društva i Međunarodne astronomske unije.
- U periodu između 2005. i 2007. godine bila je šef Katedre za astronomiju.
- Bila je sekretar Uređivačkog odbora izdanja Astronomske opservatorije (1983—1990) i urednik Publikacija AOB (1990—1995)[2]. Od 1990. je član Uređivačkog odbora Publications de l'Observatoire Astronomique de Belgrade i Uređivačkog odbora Bulletin de l'Observatoire Astronomique de Belgrade koje se od 1996. naziva Serbian Astronomical Journal.
- Bila je član Upravnog odbora Astronomske opservatorije i Saveta Prirodno-matematičkog fakulteta Univerziteta u Beogradu.
- Učestvovala je u organizaciji naučnih nekoliko skupova u Beogradu i Dubrovniku kao član Lokalnog organizacionog komiteta. Bila je član Nacionalnog organizacionog odbora (NOO) za pripreme za obeležavanje Međunarodne godine astronomije (MGA) 2009 u Srbiji.
- Držala je predavanja iz astronomije na Kolarčevom narodnom univerzitetu, u Istraživačkoj stanici Petnica i na seminarima iz fizike za nastavnike osnovnih i srednjih škola.

## Publikacije
U dosadašnjem naučnom istraživanju, bavla se oblastima teorijske astrofizike i astronomije. Objavljuje naučne i stručne radove u domaćim i stranim časopisima, od čega do danas ima 13 članaka u časopisima sa SCI liste.
Koautor je univerzitetskog udžbenika „Opšta astrofizika” sa prof. dr Mirjanom Vukićević-Karabin čije je prvo izdanje izašlo 2004, a drugo 2010. godine. Bila je i recenzent dva univerzitetska udžbenika.

### Odabrani naučni radovi
- Resonancija transfernih linija i transport ekscitovanih atoma-III, samostalna rešenja (2), 1987

O. Atanacković, J. Borsenberger, J. Oksenius, E. Simone

- Korišćenje iteracionih faktora u rešenju NLTE linijskog transfernog problema I, atom od dva nivoa, 1994

O. Atanacković-Vukmanović, E. Simone

- Prednja i zadnja implicitna Λ-iteracija, 1997

O. Atanacković-Vukmanović, L. Krivelari, E. Simone 

- Prednja i zadnja implicitna Λ-iteracija u rastvorima radijativnog transfera u sfernom medijumu, 2003

O. Atanacković-Vukmanović

- O radijativnim transfernim problemima i njihovim rešenjima, 2004

O. Atanacković-Vukmanović

- Rastvor NLTE radijativnog transfernog problema korišćenjem prednje i zadnje implicitne Λ-iteracije, 2007

O. Atanacković-Vukmanović

- Korišćenje iteracionih faktora u rastvorima NLTE transfernog problema - II. višenivoinski atom, 2010

O. Kuzmanovska-Barandovska, O. Atanacković

- Ubrzanje NLTE radijativnog transfera u značenju prednje i zadnje implicitne Lambda iteracije: linijska transformacija atoma sa 2 nivoa u 2 dimenzije u Dekartovim koordinatama, 2014

I. Milić, O. Atanacković